# Elizabeth Fenwick
Pour les articles homonymes, voir Fenwick.
Elizabeth Fenwick, née en 1916, à Saint-Louis, au Missouri, et morte en 1996, est une femme de lettres américaine, auteure de romans policiers.

## Biographie
Elle naît à Saint-Louis, dans le Missouri, d'où ses parents déménagent alors qu'elle n'a que 4 ans. Son père était invalide.
Après ses études au High school, elle voyage aux États-Unis et écrit des poèmes, restés inédits, et un premier roman, dont elle détruit le manuscrit après avoir essuyé le refus d'un éditeur. Elle s'inscrit à des cours de secrétariat et est secrétaire et traductrice de français pendant deux ans.  Après son mariage avec Clark Mills McBurney, poète, ami de Tennessee Williams et professeur de français à l'Université Cornell, elle s'installe avec son mari à Ithaca, dans l'État de New York.
Entre 1943 et 1945, elle adopte le pseudonyme de E.P. Fenwick, qui a l'avantage de ne pas révéler son sexe, pour publier trois romans policiers chez Farrar & Rinehart (en). Elle signe ensuite de son patronyme un roman psychologique, The Long Wing (1947), qui ne rencontre qu'un succès d'estime.  L'année suivante, elle rencontre à Yaddo la femme de lettres Flannery O'Connor, dont elle devient l'une des grandes amies.
Elle publie seulement trois romans pendant les années 1950, dont Poor Harriet en 1957, qui marque son retour au genre policier auquel elle se consacre exclusivement après cette date.

## Œuvre

### Romans
- The Long Wing (1947)
- Afterwards (1950)
- Days of Plenty (1956)
- Poor Harriet (1957)
- A Long Way Down (1959)
- A Friend of Mary Rose (1961) Publié en français sous le titre Tant qu'on a la santé, Paris, Éditions Plon, coll. « Nuits » no 22 (1963) ; réédition, Paris, Presses de la Cité, coll. « Punch », 1re série, no 61 (1973)
- A Night Run (1961)
- The Silent Cousin (1962)
- The Make-Believe Man (1963)
- The Passenger (1967)
- Disturbance on Berry Hill (1968)
- Goodbye, Aunt Elva (1968)
- Impeccable People (1971)
- The Last of Lysandra (1973)

### Romans signés E. P. Fenwick
- The Inconvenient Corpse (1943)
- Murder in Haste (1944)
- Two Names for Death (1945)

## Sources
: document utilisé comme source pour la rédaction de cet article.
- Claude Mesplède (dir.), Dictionnaire des littératures policières, vol. 1 : A - I, Nantes, Joseph K, coll. « Temps noir », 2007, 1054 p. (ISBN 978-2-910-68644-4, OCLC 315873251), p. 722